# Флаг Сум
Флаг Сум (укр. Прапор Сум) — флаг города Сумы Сумской области Украины, утвержденный летом 2000 года и подтверждённый в феврале 2004 года исполкомом Сумского горсовета.

## Описание
Флаг представляет собой квадратное полотнище изумрудного цвета, в центре которого находится изображение герба города.

## История
Первым символом Сум считается флаг Сумского слободского полка, утверждённый в 1659 году. На полотнище голубого цвета была изображена Богородица, покровительница Запорожской Сечи, одетая в белое одеяние. В одной руке она держала Крест, а в другой руке Библию. Стояла она на перевёрнутом полумесяце, символизирующем победу православия над исламом.
В 1775 году Михаил Щербатов, возглавлявший тогда геральдическую контору, издал гербовик, в котором был флаг сумского гусарского полка. А в 1776 году, на 5 лет раньше герба, был утвержден новый флаг. Он состоял из голубого полотнища с серебристым гербом в центре, на котором были изображены три охотничьи сумки с золотыми пуговицами.
Все последующие флаги были разработаны на основе старого флага 1776 года.
Современный флаг города был утверждён летом 2000 года и впервые был поднят на площади Независимости в День Конституции Украины.